# チャールズ・クリスチャン・ナール

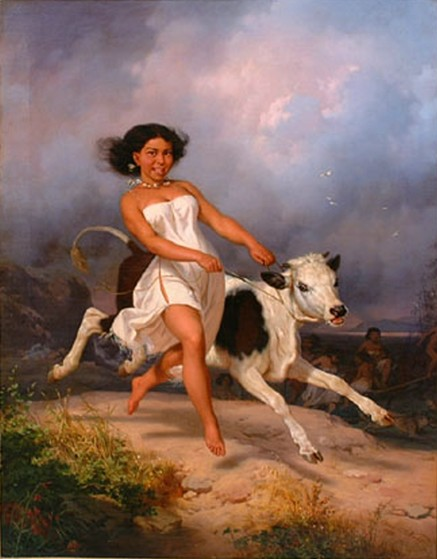
チャールズ・クリスチャン・ナールの1869年の絵画

チャールズ・クリスチャン・ナール（Charles Christian Nahl、ドイツ語名:カール・クリスティアン・ハインリヒ・ナール: Carl Christian Heinrich Nahl、1818年10月18日 - 1878年3月1日）は、ドイツ生まれの画家である。1849年にアメリカ合衆国に移住し、カリフォルニア州などで働いた。

## 略歴
カッセルで生まれた。画家や彫刻家を多く輩出した家系の出身で、曾祖父のヨハン・アウグスト・ナール（Johann August Nahl der Ältere: 1710-1781）や祖父のヨハン・アウグスト・ナール（Johann August Nahl der Jüngere 1752-1825）はよく知られた彫刻家で、一族の多くのメンバーが教授を務めてきたカッセルの美術アカデミーで学んだ。
1840年代にヘッセン＝カッセル方伯領の政治的な混乱から、ナールと友人の画家、フリデリック・アウグスト・ヴェンデロート（Frederick August Wenderoth : 1819–1884）は1846年にパリに移った。名前をフランス語流のシャルルとして、パリの展覧会で評価された。 
1848年のフランス革命のため、1849年に再びヴェンデロートやナールの母親や義理の兄弟とアメリカ合衆国に移住した。ニューヨークに滞在した後、ゴールドラッシュで、繁栄する西海岸の噂を聞いて、1951年に、カリフォルニア州ネバダシティに移り、ラフ・アンド・レディー(Rough and Ready)の鉱山を購入するが、金の採掘で成功することはできなかった。
絵を描いて生活費を稼ぐようになり、サクラメントに絵画のスタジオを開き、地元の新聞や雑誌の挿絵を描いた。1852年に、サクラメントの大部分が焼失する大火があった後、サンフランシスコに移り、新しいスタジオを開き、弟やヴェンデロートと絵画制作や商業美術の仕事をした。ヴェンデロートと分業で、肖像画などを描くこともあった。
1860年代、1870年代を通して、ナールはカリフォルニアで最も成功した画家の1人になった。ヨーロッパで修行していた絵画のスタイルは高く評価され、金持ちのアメリカ人から多くの注文を受けた。ヨーロッパ絵画の収集家でもあったサクラメント出身のエドウィン・ブライアント・クロッカー（Edwin Bryant Crocker ）も、多くのナールの作品を購入し、後にサクラメントのクロッカー美術館（Crocker Art Museum）に収蔵され展示された。
1878年3月にサンフランシスコで発疹チフスで亡くなった。

## 作品

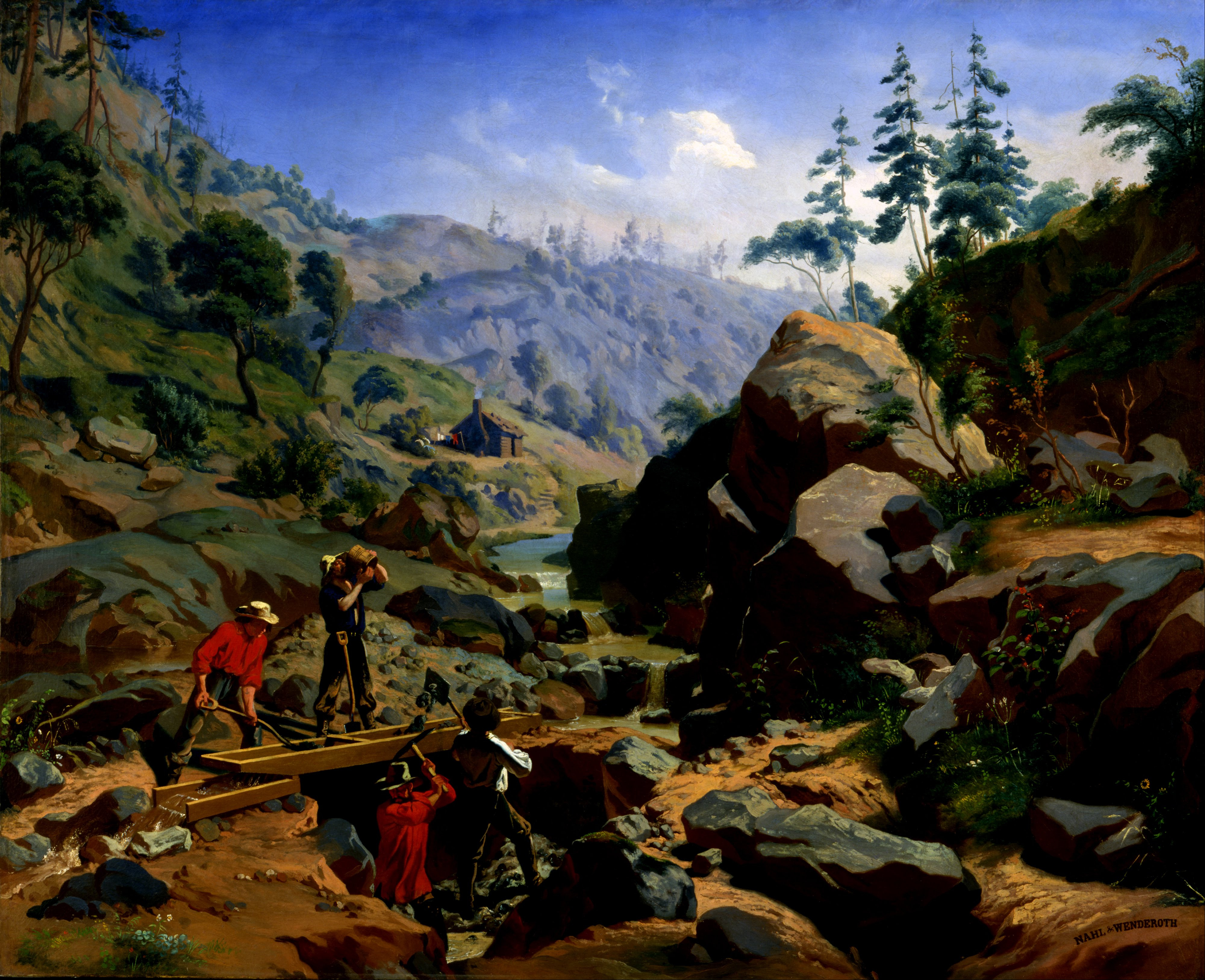
シエラネバダ山脈の鉱夫 (c.1852) Smithsonian American Art Museum
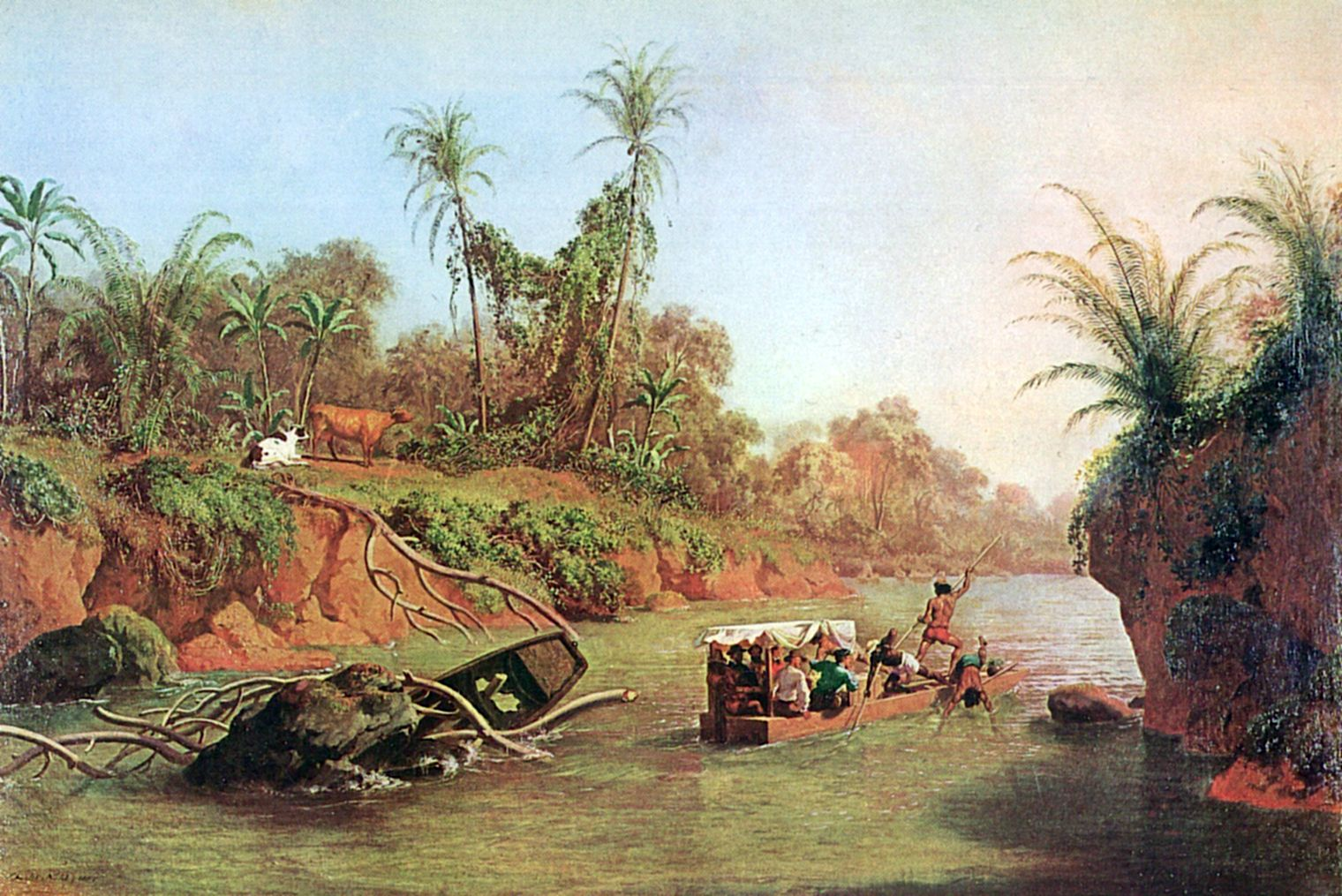
パナマのチャグレス川 (1950) カリフォルニア大学
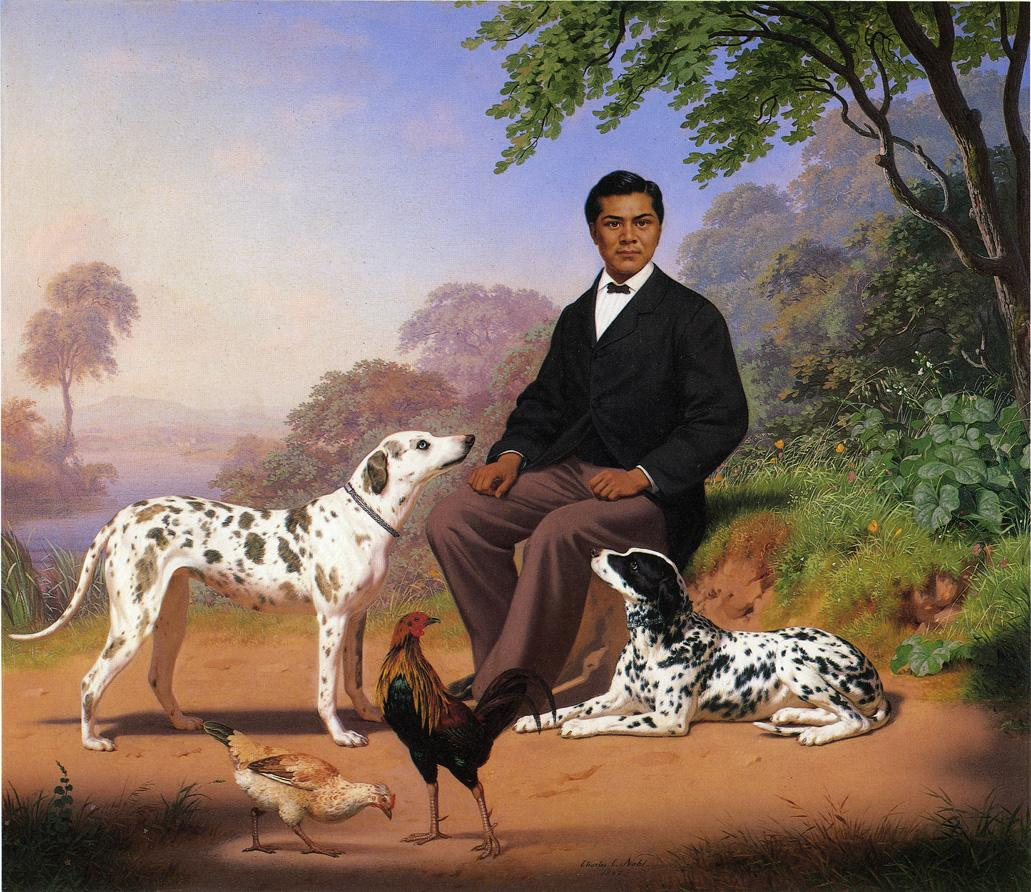
サクラメントのインディアンと犬 (1867) デ・ヤング美術館